# Trépail

Trépail este o comună în departamentul Marne, Franța. În 2009 avea o populație de 437 de locuitori.